# Billown Circuit
Het Billown Circuit is een stratencircuit op het eiland Man dat wordt gebruikt voor de Southern 100, de Pre-TT Classic Races en de National Road Races Meeting in Castletown. 
Het circuit is 4,25 mijl (6,44 km) lang en gaat van Castletown langs de parochies Arbory en Rushen. De start/finishlijn ligt in Castletown en men gebruikt de A5 New Castletown Road, de A28 van Castletown naar Ballabeg, de A7 van Ballasalla naar Port Erin en de A3 van Castletown naar Ramsey. 

## Geschiedenis

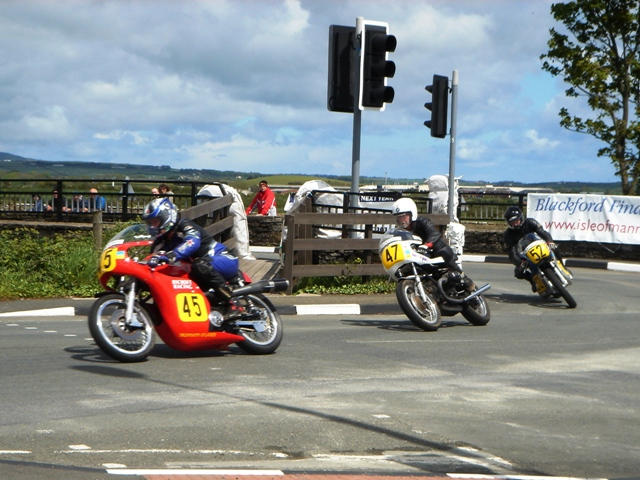
Pre-TT Classic rijders op het kruispunt Malew Road-A5 in Castletown in 2006

In de jaren veertig werd het militaire vliegveld RAF Andreas ook voor motorraces gebruikt. Toen deze basis in 1954 verkocht werd moest de Southern Motor-Cycle Club (SMCC) uitzien naar andere mogelijkheden. Bovendien wilde men een nieuw circuit om de successen van George “Sparrow” Costain en Derek Ennett tijdens de Manx Grand Prix van 1954 te vieren. Men zocht een mogelijkheid in de buurt van de stad Castletown. In 1955 stelde een lokaal bedrijf 500 Pond ter beschikking en daardoor kon de eerste race georganiseerd worden. Die zou aanvankelijk “South TT” heten, maar ging van start als “Southern 100”. 
In 1956 werd het Billown Circuit geregistreerd als regionaal circuit en in 1957 ook als nationaal circuit. Er mochten maximaal 45 deelnemers per klasse aan de start komen. 
In 1988 werden de Pre-TT Classic Races aan de Isle of Man TT toegevoegd en gereden op het Billown Circuit. Vanaf 1990 werden er ook Nationale wegraces georganiseerd. Toen in 2008 de Lightweight TT en de Ultra-Lightweight TT (na 2004 afgeschaft) terugkwamen op het programma van de Isle of Man TT werden ze verplaatst naar het Billown Circuit.